# Мясницин, Виктор Александрович
Виктор Александрович Мясницин (1924—2005) — ефрейтор Советской Армии, участник Великой Отечественной войны, Герой Советского Союза (1945).

## Биография
Виктор Мясницин родился 5 июня 1924 года в селе Лаврово (ныне — Мордовский район Тамбовской области). После окончания семи классов школы работал на конном заводе. В 1942 году Мясницин был призван на службу в Рабоче-крестьянскую Красную Армию. С января 1943 года — на фронтах Великой Отечественной войны.
К январю 1945 года гвардии ефрейтор Виктор Мясницин был разведчиком 312-го гвардейского миномётного полка 4-й танковой армии 1-го Украинского фронта. Отличился во время форсирования Одера. В январе 1945 года Мясницин переправился через Одер в районе Кёбена (ныне — Хобеня) и принял активное участие в боях за захват и удержание плацдарма на его западном берегу.
Указом Президиума Верховного Совета СССР от 10 апреля 1945 года за «образцовое выполнение боевых заданий командования на фронте борьбы с немецкими захватчиками и проявленные при этом мужество и героизм» гвардии ефрейтор Виктор Мясницин был удостоен высокого звания Героя Советского Союза с вручением ордена Ленина и медали «Золотая Звезда» за номером 6061.
В 1947 году Мясницин был демобилизован. Проживал и работал в Тамбове. Умер в октябре 2005 года.
Был также награждён орденом Отечественной войны 1-й степени и рядом медалей.